# DN22
De DN22 (Drum Național 22 of Nationale weg 22) is een weg in Roemenië. Hij loopt van Râmnicu Sărat via Brăila, Măcin, Isaccea, Tulcea en Babadag naar Lumina, ten noorden van Constanța. De weg is 286 kilometer lang.

## Europese wegen
De volgende Europese wegen lopen met de DN22 mee:
- in Brăila
- Brăila - Lumina